# Verre baveur

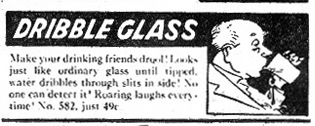
« Make your drinking friends drool! » (Faites « baver » vos amis buveurs !). Publicité américaine de 1948 pour le verre baveur.

Un verre baveur est un verre à boire qui a des perforations invisibles. Le verre baveur est un objet de farces et attrapes : quand un utilisateur incline le verre pour en boire le contenu, celui-ci libère du liquide sur ses habits. 
Le verre baveur a été inventé par Soren Sorensen Adams.